# Чжан Синь (фристайлистка)
Чжан Синь (кит. упр. 张鑫, пиньинь Zhāng Xīn; 4 августа 1985, Сюйчжоу, Цзянсу) — китайская фристайлистка, выступавшая в акробатике, серебряный призёр Олимпийских игр 2018 года, чемпионка Азиатских игр 2011 года, победительница этапов Кубка мира.

## Биография
Спортом начала заниматься с 12 лет, начала с акробатики, потом в студенческие годы перешла во фристайл. Училась в Шэньянском университете физической культуры и спорта.

## Достижения
- Зимние Азиатские игры: золото в 2011 году в Алма-Ате (Казахстан); бронза в 2007 году в Чанчуне (Китай)[2].

## Результаты на крупнейших соревнованиях

### Зимние Олимпийские игры
| Олимпийские игры | Акробатика |
| ---------------- | ---------- |
| 2014 Coчи        | 13         |
| 2018 Пхёнчхан    | 2          |

### Чемпионаты мира
| Чемпионат мира     | Акробатика |
| ------------------ | ---------- |
| 2013 Восс          | 12         |
| 2017 Сьерра-Невада | 6          |